# Eremias afghanistanica
Eremias afghanistanica este o specie de șopârle din genul Eremias, familia Lacertidae, ordinul Squamata, descrisă de Wolfgang Böhme și Scerbak 1991. Conform Catalogue of Life specia Eremias afghanistanica nu are subspecii cunoscute.